# 机投桥站
机投桥站位于成都市武侯区，目前为成都地铁9号线与17号线的地下换乘站。2020年12月18日随9号线以及17号线的开通而投入使用。
本车站位于成都市武侯区永康路与武青路交界处，“机投桥”一名源于清乾隆十年（公元1745年）位于头道河上的一座13孔石桥（位于今草金公路8（5.0英里）处），因该桥形如织布机头，故名“机投桥”。

## 车站构造
本站9号车站为地下三层島式月台车站，17号线则采用地下二层。
|                     |  | 17号线往九江北（白佛桥） |
| 島式 · 開左邊车门 · |  |                          |
|                     |  | 17号线下客站台           |

|                     |  | 9号线往黄田坝（培风）       |
| 島式 · 開左邊车门 · |  |                             |
|                     |  | 9号线往金融城东（武青南路） |

## 出入口
本站目前开放5个出入口，C出口通道内设有与正成广场的连通口。
|          |                         |                            |      |
|          |                         |                            |      |
| 编号     | 设施                    | 指示                       | 照片 |
|          |                         | 永康路、武青南路、潮音路   |      |
| 出口 · D |                         | 永康路、草金南路、机投正街 |      |
| 出口 · E | 无障碍电梯              | 武青北路、万安正街         |      |
| 出口 · F | 无障碍卫生间 哺乳室     | 武青北路、鑫绿路           |      |
| 出口 · G | 无障碍电梯 无障碍卫生间 | 永康路、九康三路、九康五路 |      |

## 接驳交通

### 公交
| 出口     | 巴士站点           | 路线                                                | 备注         |
| -------- | ------------------ | --------------------------------------------------- | ------------ |
| 出口 · C | 地铁机投桥站 (C口) | 8路、53路、83路、334路、339路、441路、840路、1041路 | 朝东方向行驶 |
| 出口 · D | 地铁机投桥站 (C口) | 夜间7路                                             | 朝西方向行驶 |
| 出口 · E | 地铁机投桥站 (E口) | 89路、123路、334路、844路、908路、1089路            | 朝北方向行驶 |
| 出口 · F | 地铁机投桥站 (E口) | 89路、123路                                         | 朝南方向行驶 |
| 出口 · G | 地铁机投桥站 (G口) | 123路、208路、1041路                                | 朝西方向行驶 |

## 大事记
- 2020年12月18日，9号线和17号线车站启用。
- 2023年9月22日，17号线与19号线拆分，车站编号由1709改为1719。